# Peipus
Peipus (estniska: Peipsi-Pihkva järv; ryska: Псковско-Чудское озеро, Чудско-Псковское озеро: Pskovsko-Tjudskoje ozero, Tjudsko-Pskovskoje ozero, "Tjudsjön"; tyska: Peipussee) är en stor sjö, på gränsen mellan Estland och Ryssland i östra Baltikum.
Sjön Peipus är Europas femte största sjö, efter Ladoga, Onega, Vänern och Saimen; den är Europas fjärde sjö om de olika fjärdarna i Saimen räknas som separata sjöar. Den täcker 3 616 kvadratkilometer och har ett medeldjup på 7 meter; den djupaste punkten är 15 meter. Peipus används för fiske och rekreation, men lider ännu idag av industriella utsläpp som härstammar från Sovjettiden. 
Peipus är uppdelad i tre sjöområden. Den nordliga är störst, 2 670 km2 vilket motsvarar 73 procent av sjöns yta, och kallas på estniska Peipsi. Den mellersta är den minsta (236 km2, 7 procent) och kallas på estniska Lämmijärv. Den sydliga benämns Pskovsjön eller Pihkva järv på estniska och är 710 km2, vilket utgör 20 procent. 
År 1242 drabbade trupper från Novgorod under Alexander Nevskijs ledning samman med tyska korstågsriddare i slaget på sjön Peipus is. Novgoroderna segrade i slaget.